# 松浦幸雄
松浦 幸雄（まつうら ゆきお、1930年〈昭和5年〉1月27日 - ）は、日本の政治家、実業家。元群馬県高崎市長（6期）。旭日重光章受章。

## 経歴
群馬県高崎市生まれ。早稲田大学専門部土木工学科（現：早稲田大学創造理工学部社会環境工学科,ではない。早稲田大学はマッカーサーの学制改革による、学校の格上げを一切やっておらず、こういう偽学士及び偽学士級を称するものを早稲田学報1995年7・8月合併号で糾弾した。）を卒業。
家業の松浦食糧鉱業株式会社に入社し、1971年に代表取締役に就任。
1987年、高崎市長選挙に保守系無所属として出馬し、初当選。
2003年、全国市長会副会長に就任。2007年の統一地方選挙では自由民主党・公明党の他、社会民主党の推薦を受けて6選を果たした。
2011年の統一地方選挙でも、出馬すれば最有力の候補と見られていたが、2010年12月1日、翌年の市長選で7選出馬をせず、6期24年間で高崎市長を退任する意向を表明した。2012年春の叙勲で旭日重光章を受章。

## 人物
- 競馬が嫌い。そのため高崎競馬場については何の再建策も示さず、廃止だけを強く主張していたと言われている[要出典]。
- 阪神タイガースのファンである。
- 2003年に全国市長会副会長に就任した他、群馬県の市長会会長も務めた。
- 平成の大合併では合併を積極的に推進し、高崎市に倉渕村などを合併。その後榛名町の取り込みにも成功した。
- 高崎市長就任後、高崎市立女子高等学校を高崎経済大学附属高等学校に移管した。
- 趣味は卓球とテニス、スポーツ観戦、美術鑑賞。
- 2011年の時点で満80歳であり、全国一高齢の市長であった。引退し、同い年の井川成正山口県下松市長にその座を譲った。